# Ore diciotto in punto
Ore diciotto in punto è un film del 2014 scritto e diretto da Giuseppe Gigliorosso. Il film è ambientato in Sicilia, più precisamente a Palermo e provincia.

## Trama
»
(Marco Chiani)
Paride appare fin da subito come uno strano angelo, indossa così come tutti i suoi simili dell’Ufficio Fuori dal Tempo, un copricapo rosso ed abiti non propriamente angelici. Visto che egli stesso dichiara di esistere da più di tremila anni, secolo più, secolo meno (quindi prima dell'avvento del cristianesimo che considera peccato mortale il suicidio), Paride sembra più una figura come il Caronte della Divina Commedia, un vero e proprio Psicopompo, incaricato di assistere coloro che muoiono per suicidio, con il compito di recidere i vincoli che le anime dei defunti vorrebbero mantenere con il mondo della materia, e condurli poi verso un prato fiorito (forse metafora dei Campi Elisi dove si vive perennemente sereni), al di là del quale troveranno la risposta al senso della loro vita. Paride deve attenersi a regole rigidamente configurate: indossare sempre un copricapo rosso, assistere il/la deceduto/ta, non oltrepassare mai una linea rossa posta al suolo poco prima del campo fiorito.
La sceneggiatura sembra non volere ben determinare la natura di questi Assistenti al di Fuori del Tempo, salvo che in una scena piuttosto perturbante, in cui Paride, visto che fuori piove, utilizza uno stranissimo ombrello rosso: non appena lo apre, noi spettatori ci accorgiamo che ha due punte in cima che somigliano moltissimo a due corna.
L’Ufficio Fuori dal Tempo, poi, dipende da un non precisato Ufficio Superiore che ha una procedura infallibile: conosce esattamente giorno, ora, minuti e secondi di coloro che hanno in sé la predestinazione al suicidio.
Il mancato suicidio di Nicola è quindi un esplicito segno che la predestinazione non esiste, e ciò getta nel panico anche l’intero Ufficio superiore che rilascia le informazioni sui suicidi. Paride viene comunque incaricato di seguire Nicola anche se non si è suicidato. Ovviamente Paride è del tutto invisibile, e non ha alcuna potestà sui comportamenti e sulle cose umane, e quando resta convinto che Nicola si sta innamorando di Stella, e che questa lo ricambia, abbandona il suo incarico. 
Nicola ritrova una forte voglia di vivere, e con l'aiuto di una figura che fin da subito appare come la portatrice di un protettivo amore materno nei confronti di Nicola, la cosiddetta duchessa (barbona per scelta esistenziale, con notevoli agganci nell'establishment palermitano), riprende la sua vecchia professione di pianista, e consolida la sua relazione con Stella.
Ma il telefonino che con il suo squillare aveva indotto Nicola a non suicidarsi, diventa l'oggetto da cui promana una crisi amorosa tra Nicola e Stella. Infatti avviene che allo squillare del telefonino, Stella si apparti per rispondere allo squillo, e poco dopo si allontani da Nicola lasciandolo perplesso ed angosciato. 
Nicola si confida con la duchessa che si offre di pedinare Stella per scoprire cosa faccia in assenza di Nicola, e così scopre che Stella ha grossi problemi esistenziali nel confrontarsi con l'amore, visto che di professione è una Call girl - lavoratrice del sesso. La duchessa si appresta ad avvertire Nicola di quanto ha scoperto, allorquando viene investita da un'auto, Nicola che era nei pressi, tenta di soccorrerla ed ascolta il suo sussurro: “al 22, al 22”, che è il numero civico della Casa di tolleranza in cui Stella lavora.
La duchessa viene quindi ricoverata in ospedale e Nicola apprende dai medici la diagnosi infausta: coma irreversibile.
Nel frattempo Paride che è stato convocato dal Direttore dell' Ufficio Superiore, vi si reca, ed attraversa gli ambienti tetri ed oscuri sino al cospetto del Superiore che risulta essere, solo, un individuo a lui simile, porta anch'egli un copricapo rosso, benché molto più imponente e vistoso. Questi gli contesta che ha abbandonato il suo assistito e gli comunica che lo deve raggiungere immediatamente in quanto in settimana, è decisione certamente infallibile che egli ha ricevuto, Nicola si suiciderà.
Nel frattempo Nicola, ha vagato in preda all'angoscia per la città sino a raggiungere il fatidico numero civico 22, suona ed al: chi é ?  dapprima risponde: Nicola, e quindi visto il ripetersi della richiesta risponde:  Stella. Il portone si apre.
Nicola viene fatto accomodare in un salottino, e dopo un poco è condotto da Stella che, dandogli le spalle, non lo riconosce e lo apostrofa di cominciare a spogliarsi, quindi ella si volta e vedendo Nicola, resta paralizzata e sgomenta, Nicola scappa via inebetito e demoralizzato in preda a sentimenti angosciosi e luttuosi. Stella fugge quindi dalla maison e raggiunge la casa dove abita Nicola trovandola deserta, quindi, l'amore che prova per lui le fa intuire che egli possa trovarsi nel luogo in cui tutto iniziò.
Si reca presso l'Orto Botanico, e Nicola è li, infatti, che sta predisponendo la corda con cui impiccarsi e che egli aveva abbandonato ai piedi dell'albero di Ficus macrophylla. É presente anche Paride, che con in mano un cronometro, e dando le spalle all'albero non si accorge del sopraggiungere di Stella, e conta i secondi che restano prima del suicidio di Nicola, certo della infallibilità del  Superiore. Allo scadere dell'ultimo secondo si volta e vede Stella e Nicola abbracciati, uniti spiritualmente come non mai. I due quindi si recano all'automobile con cui Stella aveva raggiunto l'Orto Botanico, e Paride li segue accorgendosi che egli è rimasto invisibile ai due innamorati, deducendone che sono vivi.
Li segue ancora balzando sulla autovettura, che con stacco di inquadratura, vediamo raggiungere, miracolosamente,  il portale di ingresso al giardino fiorito. I due felici e sorridenti, forti del loro Amore, si inoltrano verso le colline per raggiungere la conoscenza del senso della loro vita.
Le successive inquadrature ci mostrano l’Ufficio Fuori dal Tempo in preda ad un terremoto da Armageddon con gli assistenti che fuggono disorientati. Paride percepisce che sarebbe la prima volta che esseri vivi (resuscitati ?) raggiungono l' al di là, e felice oltrepassa la linea rossa che marcava il confine invalicabile a tutti coloro che portavano il copricapo rosso. Anche per lui è arrivato il momento del riscatto attraverso l'Amore che un uomo ed una donna hanno usato come vero ed unico strumento contro l'infallibilità del Fato.

## Produzione
Il film è stato girato principalmente a Palermo con scene al Castello Utveggio, al Teatro Politeama (Palermo), al Teatro Massimo Vittorio Emanuele, a Sferracavallo, all'Istituto Salesiano Gesù Adolescente, all'Orto botanico di Palermo, alla Chiesa di Santa Maria dello Spasimo, presso il campo di golf della Villa Airoldi, presso la Villa Adriana, e presso gli uffici della Provincia Regionale di Palermo di via San Lorenzo, utilizzati per rappresentare l’Ufficio Superiore. Inoltre a Valledolmo è stato situato il prato fiorito d'ingresso all'al di là. Castronovo di Sicilia con il suo tipico ambiente medievale, è stato infine il set privilegiato per diverse scene tra Stella e Nicola: in particolare la Fonte rabato e la Fontana rotonda.

## Distribuzione
Nel settembre 2011 inizia la lavorazione con la formula autarchica della co-produzione in natura, in cui tutti i componenti, sia del cast e sia della troupe, lavorano al film senza nessun investimento di capitali propri. Il film perciò esce nelle sale in Italia solo dopo tre anni, il 12 giugno 2014, ed è distribuito da Eikona film e Mariposa Cinematografica.

## Riconoscimenti
- Video Festival Imperia, Premio per la Miglior Regia, 2013;
- Sciacca Film Fest, Premio del Pubblico, 2013;
- Taormina Film Fest, Selezione ufficiale, 2013;
- Sud Est Festival di Washington, Selezione ufficiale, 2014;
- Beijing International Film Festival, sezione  Panorama Selezione ufficiale, 2015;
- Ministero dei Beni Culturali – Direzione generale Cinema -; qualifica di film d’Essai.